# Theodor Kirsch (Politiker)
Theodor Kirsch (* 17. April 1847 in Düsseldorf; † 31. Mai 1911 ebenda) war ein deutscher Jurist und Mitglied des Deutschen Reichstags.

## Leben
Kirsch besuchte das Gymnasium in Düsseldorf und die Universitäten zu Bonn und Heidelberg. 1869 wurde er Auskultator und 1874 Gerichtsassessor, als solcher war er in Düsseldorf und Altona beschäftigt. 1875 wurde er Friedensrichter in Simmern, 1878 in Gerresheim und 1879 Amtsrichter daselbst. Ab 1886 war er Landrichter, später Landgerichtsrat und ab 1895 Amtsgerichtsrat in Düsseldorf. Weiter war er Verfasser verschiedener Aufsätze juristischen und numismatischen Inhalts und auch Besitzer einer umfangreichen Münzsammlung.
Ab 1894 war er Mitglied des Preußischen Abgeordnetenhauses und ab 1898 des Deutschen Reichstags für den Wahlkreis Düsseldorf 4 (Düsseldorf) und die Deutsche Zentrumspartei. Beide Mandate hatte er inne, bis er 1911 im Düsseldorfer Karmeliterkloster an den Folgen einer Blinddarmoperation verstarb.